# Том Вокер
Том Вокер (англ. Tom Walkerж нар. 17 грудня 1991) — британський співак і автор пісень. Отримав славу після виходу синглу «Leave a Light On». В Шотландії його також називають «Шотландська відповідь Еду Ширану»[джерело?].

## Біографія
Том народився 17 грудня 1991 року неподалік від Глазго, в невеличкому містечку Кілсіт. Виконавець рідко згадує цей факт в інтерв'ю і зізнається: 
|  | Розповідати всім що я народився в Манчестері простіше, ніж розповідати, де мій справжній дім. |

Том зацікавився музикою в ранньому дитинстві. Його батько непогано грав на гітарі, але скоріш як любитель, тому все чому він зміг навчити сина — композиція Deep Purple «Smoke on the Water». Сестра Тома володіла музичною майстерністю професійно, вона грала на флейті і мала гарні вокальні данні. Але через те, що вона переслідувала щось академічне, то так і не зуміла привити це брату, він з малку не розумів стандарти і робив все на свій лад. Батько брав майбутнього музиканта на різні виступи улюблених виконавців. Вперше Том потрапив на шоу AC/DC в Парижі. Тоді йому було 11 років, але він і досі згадує про це. Натхненний великою колекцією касет Foo Fighters, Muse, Underworld, Prodigy, UB40, котрі Том знайшов в батька, він самостійно навчився грати на різних інструментах. Спочатку на гітарі, а потім і на ударних з басами. В Кілсіті не було людей, які могли грати, тому хлопчик створював свої композиції самостійно, паралельно використовуючи декілька інструментів і записуючи музику на рекордер. З часом Том Вокер розвивав свої навички, спочатку він навчився виконувати гітарне соло, потім почав робити спроби писати свою музику та вірші. Пізніше, він вирішив піти до музикального коледжу неподалік Нортвичу, щоб отримати спеціальну освіту. Після навчання Том переїхав до Лондону, де три роки старанно працював для того, щоб отримати ступінь в написанні пісень і естрадної майстерності. Після навчання, він переїхав до Манчестеру і влаштувався працювати в студію звукозапису, щоб бути ближче до музики і паралельно створюючи музику на стороні. Пізніше Вокер отримав підвищення і навчав молодих музикантів писати композиції. Через рік йому запропонували скласти контракт з Sony та Relentless, а ще через рік — з компанією Universal.